# The Kinks Present a Soap Opera
The Kinks Present a Soap Opera (anche chiamato solo Soap Opera) è il tredicesimo album in studio del gruppo musicale rock britannico The Kinks, pubblicato nel 1975.

## Tracce
Side 1
1. Everybody's a Star (Starmaker) – 2:57
2. Ordinary People – 3:49
3. Rush Hour Blues – 4:27
4. Nine to Five – 1:48
5. When Work Is Over – 2:06
6. Have Another Drink – 2:41

Side 2
1. Underneath the Neon Sign – 3:53
2. Holiday Romance – 3:10
3. You Make It All Worthwhile – 3:49
4. Ducks on the Wall – 3:20
5. (A) Face in the Crowd – 2:17
6. You Can't Stop the Music – 3:12

## Formazione
- Ray Davies - voce, chitarra
- Dave Davies - chitarra, voce
- John Dalton - basso
- Mick Avory - batteria
- John Gosling - tastiere